# Annie Krull
Annie Krull, właśc. Anna Marie Krull (ur. 12 stycznia 1876 w Rostocku, zm. 14 czerwca 1947 w Schwerinie) – niemiecka śpiewaczka operowa, sopran.

## Życiorys
Studiowała u Herthy Brämer w Berlinie, na scenie zadebiutowała w 1898 roku w Plauen. Od 1901 do 1910 roku występowała w operze dworskiej w Dreźnie, tam też wystąpiła w prapremierowych przedstawieniach Feuersnot Richarda Straussa (1901, w roli Diemuth) i Manru Ignacego Jana Paderewskiego (1901, w roli Ulany). W 1909 roku wykonała partię tytułową podczas prapremiery Elektry Straussa. W 1910 roku występowała też w tej roli w londyńskim Covent Garden Theatre. W kolejnych latach występowała w Mannheimie (1910–1912), Weimarze (1912–1914) i Schwerinie (1914–1915).